# 真夜中のシンデレラ
『真夜中のシンデレラ』（まよなかのシンデレラ）は、こいわ美保子による日本の漫画作品。
『なかよしデラックス』（講談社）1981年4、7、9、12月号に不定期掲載された。全4話。単行本は同社の講談社コミックスなかよしより全1巻。

## 書誌情報
- こいわ美保子 『真夜中のシンデレラ』 講談社〈講談社コミックスなかよし〉、1982年2月5日第1刷発行、ISBN 4-06-108402-X